# Helicopsyche murrumba
Helicopsyche murrumba là một loài Trichoptera trong họ Helicopsychidae. Chúng phân bố ở miền Australasia.